# Domingo Santa María González

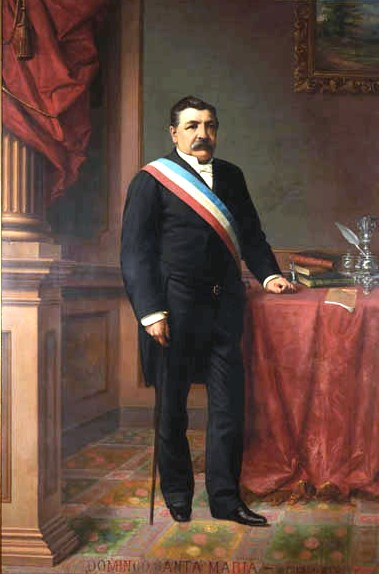
Domingo Santa María

Domingo Santa María González (* 4. August 1825 in Santiago de Chile; † 18. Juli 1889 ebenda) war von 1881 bis 1886 Präsident von Chile.

## Leben
Domingo Santa María studierte Rechtswissenschaft  an der Universidad de Chile und arbeitete gleichzeitig als Lehrer für Erdkunde, Arithmetik und Geschichte. 1846 heiratete er Emilia Márquez de la Plata Guzmán, mit der er fünf Kinder hatte.
Santa Marías politische Laufbahn begann im selben Jahr, als er als Vertreter der Sociedad del Orden (dt.: Gesellschaft für Ordnung) erstmals öffentlich in Erscheinung trat. Er wurde ins Unterrichtsministerium berufen, stieg 1847 im Alter von nur 23 Jahren zu dessen Leiter auf und wurde 1848 von der Regierung als Gouverneur in die Provinz Colchagua entsandt.
Von diesem Posten musste er 1850 zurücktreten, nachdem Vorwürfe laut wurden, Santa María habe die Ergebnisse von Parlamentswahlen manipuliert.
Zum Ende der Amtszeit von Präsident Manuel Bulnes Prieto trat Santa María als Gegner der Kandidatur von Manuel Montt Torres ein. Santa María schloss sich radikalreformerischen Organisationen an, nahm aber nicht aktiv an den Bürgerkriegskämpfen Ende 1851 teil. Dennoch wählte er das Exil in Lima in Peru.
Zwei Jahre später, 1853, kehrte er nach Chile zurück, wo er zunächst zurückgezogen als Rechtsanwalt arbeitete. Die Universidad de Chile nahm ihn 1856 in ihre Philosophische Fakultät auf, wo er seine Freizeit dem Schreiben biographischer und literaturhistorischer Aufsätze widmete. Doch dann wandte er sich wieder der Politik zu: Im Konflikt zwischen den nationalliberalen Unterstützern von Präsident Montt und der eigentümlichen liberal-klerikalkonservativen Koalition seiner Gegner entschied sich Santa María für die letzteren. Als Nachrücker für den Wahlkreis La Serena gelangte er ins Abgeordnetenhaus und schmiedete dort Revolutionspläne gegen die Regierung. Als aber die Radikalen, die Montt stützten, in den Städten des Nordens siegten, musste er seine Umsturzpläne aufgeben und wurde tief in den Süden des Landes, an die Magellanstraße verbannt. Gegenüber dem polaren Klima zog Santa María doch Europa vor und begab sich erneut ins Exil; eine Amnestie unter Präsident José Joaquín Pérez Mascayano erlaubte ihm 1862 die Rückkehr in seine Heimat.
Wieder hielt Santa María sich politisch zunächst zurück. Er arbeitete in der Staatsanwaltschaft am Obersten Gerichtshof Chiles berufen. 1863 berief ihn Präsident Pérez ins Kabinett und übertrug ihm den Geschäftsbereich des Finanzministeriums. Im Krieg mit Spanien, der im Mai 1864 losbrach, als die Spanier die peruanischen Chincha-Inseln besetzten, diente Santa María als Gesandter der chilenischen Regierung in Peru, wo er aus seiner ersten Exilzeit noch exzellente Verbindungen besaß.
1865 wurde Santa María zum Vorsitzenden des Berufungsgerichts von Santiago berufen und 1866 in den Staatsrat. Von 1867 bis 1873 vertrat er den Wahlkreis um Curicó im Abgeordnetenhaus, und 1879 wählten ihn die Bürger von Concepción zum Senator. Im selben Jahr berief ihn Präsident Aníbal Pinto Garmendia zum Außenminister. In diesem Amt erlebte er den Beginn des Salpeterkrieges Chiles gegen Peru und Bolivien und übernahm nacheinander die Ämter des Kriegs- und Marineministers sowie das zweitmächtigste Amt im Staate, das des Innenministers.
Damit arbeitete Santa María gezielt auf die Präsidentschaft hin, knüpfte Kontakte und tat alles, um Nachfolger von Präsident Pinto zu werden. Die Radikale Partei und Teile der Nationalen machten ihn denn auch zu ihrem Kandidaten, während die Konservativen den General Manuel Baquedano González aufstellen wollten, der seine Kandidatur aber kurzfristig zurückzog. Santa María gewann – ohne Gegenkandidaten – mit einer Mehrheit von 255 von 305 Stimmen die Wahl im August und übernahm am 18. September 1881 das Amt des chilenischen Präsidenten. Er übernahm die Regierung zu einer Zeit, da noch Krieg herrschte. Da das Blatt sich aber schon zugunsten Chiles geneigt hatte, kam Santa María vor allem die diplomatische Sicherung des chilenischen Sieges auf internationalem Parkett zu. Er verhinderte ein Eingreifen der Vereinigten Staaten oder Argentiniens gegen Chile und sicherte im Vertrag von Ancón vom 29. Oktober 1883 die Territorialgewinne seines Landes, die von Antofagasta bis Arica reichten.
Die chilenische Wahlbevölkerung honorierte den Sieg: die Regierungsparteien konnten bei der Parlamentswahl vom März 1882 triumphieren – sie gewannen alle Sitze, während die konservative Opposition ohne Mandat blieb! Santa María nutzte die Gunst der Stunde und setzte weitreichende Reformen zur Trennung von Staat und Kirche durch, die sein Vorgänger Pinto zwar
angestoßen hatte, aber gegen den heftigen Widerstand der Klerikalkonservativen nicht durchsetzen hatte können. Dies betraf die Reform des Meldewesens, betreffend etwa die staatliche (nicht kirchliche) Registrierung von Neugeborenen, die Zivilehe und nicht-religiöse Begräbnisse. Unter der Präsidentschaft Santa Marías erlebte Chile auch die erste große Einwanderungswelle von Protestanten, etwa aus England, Deutschland und der Schweiz.
Die Leidenschaft, mit der Santa María und seine Anhänger zu Werke gingen, schoss oft übers Ziel hinaus. Wahlbetrug war die Regel, und im Parlament (in dem seit 1885 auch wieder Oppositionelle saßen) führten die Kontrahenten hitzige, oft gewalttätige Auseinandersetzungen.
Das bis dahin marode Erziehungswesen und die Infrastruktur Chiles wurde in der Amtszeit von Domingo Santa María ausgebaut: Eisenbahn und Postwesen wurden erweitert und zahlreiche öffentliche Einrichtungen begründet. Die neuen Einwanderer erweiterten den Siedlungsraum nach Süden, neue Städte wie Temuco wurden gegründet. Die im Norden siegreiche Armee kam jetzt im Süden zum Einsatz und schlug die letzten Widerstände der indianischen Bevölkerung in Araukanien blutig nieder.
Am 21. Mai 1886 leitete Santa María die Einweihungszeremonie des Denkmals für die Helden von Iquique in Valparaíso. Im September desselben Jahres übergab Santa María sein Amt an den gewählten Nachfolger José Manuel Balmaceda. Drei Jahre später starb er in Santiago an den Folgen eines Herzinfarktes.
Siehe auch: Geschichte Chiles
| Personendaten    | Personendaten                               |
| ---------------- | ------------------------------------------- |
| NAME             | Santa María González, Domingo               |
| KURZBESCHREIBUNG | chilenischer Politiker und Präsident Chiles |
| GEBURTSDATUM     | 4. August 1825                              |
| GEBURTSORT       | Santiago de Chile, Chile                    |
| STERBEDATUM      | 18. Juli 1889                               |
| STERBEORT        | Santiago de Chile, Chile                    |